# サンタカタリーナ連邦大学
サンタカテリーナ連邦大学（サンタカテリーナれんぽうだいがく、ポルトガル語: Universidade Federal de Santa Catarina,略称 UFSC）は、1960年に設立されたサンタカタリーナ州のフロリアノポリスに位置するブラジル連邦立大学の1つである。